# Adrien-Paul Balny d'Avricourt

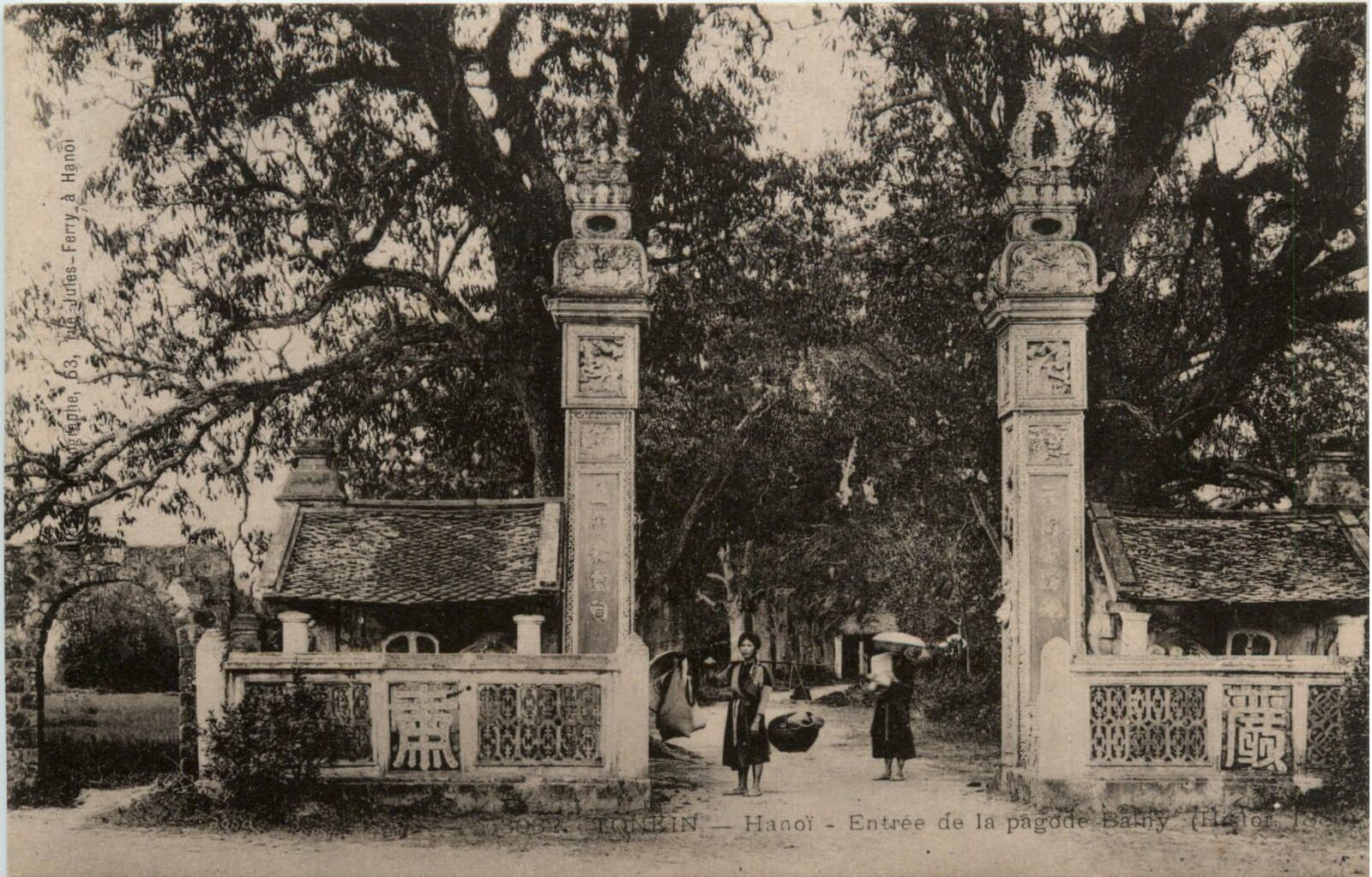
Pagode Voi Phục près de Hanoï, dite « pagode Balny », où Balny fut tué.

Adrien-Paul Balny d'Avricourt (né le 11 juin 1849 à Noyon – mort le 21 décembre 1873 à Hanoï) est un officier de marine français.

## Biographie
Adrien-Paul Balny naît le 11 juin 1849 à Noyon, de Louis Christophe Léopold Balny et de Polixène Armance Dubois son épouse, tel que cela est attesté dans les actes d'état civil des archives de la ville.
En 1870, Adrien-Paul Balny d'Avricourt part pour une mission d'exploration fluviale en Cochinchine sur l'aviso D'Estrées puis sur la canonnière L'Espingole.
En octobre 1873, alors basé à Saigon, il est désigné par le contre-amiral Dupré pour accompagner Francis Garnier au Tonkin.
Après la prise de Hanoï en novembre 1873, il participe à l'occupation du delta du fleuve Rouge, s'emparant notamment de Hưng Yên, puis de Phủ Lý et d'Hải Dương.
Le 21 décembre 1873, alors qu'il repousse les Pavillons Noirs près de Hanoï, Balny tombe dans une embuscade et est décapité. Son corps fut ramené en France et inhumé dans le cimetière d'Avricourt, près de Noyon.

## Postérité
Son nom a été donné à plusieurs bâtiments de la Marine nationale :
- Un torpilleur lancé en 1886 et rayé de la liste de la flotte en 1911 ;
- Une canonnière lancée en 1914, retirée du service actif en 1940 et cédée à la Chine en 1944 ;
- Un aviso-escorteur de la classe Commandant Rivière lancé en 1962 et désarmé en juillet 1994 ;

Une rue de Paris a été baptisée en son nom : la rue Balny-d'Avricourt dans le 17e arrondissement.